# Kurtis MacDermid
Kurtis MacDermid (* 25. März 1994 in Sauble Beach, Ontario) ist ein kanadischer Eishockeyspieler, der seit März 2024 bei den New Jersey Devils aus der National Hockey League unter Vertrag steht. Mit der Colorado Avalanche gewann der Verteidiger, der auch als linker Flügelstürmer eingesetzt wird, in den Playoffs 2022 den Stanley Cup.

## Karriere
Kurtis MacDermid spielte in seiner Jugend unter anderem für die Grey-Bruce Highlanders, bevor er 2010 in der Priority Selection der Ontario Hockey League (OHL) an 139. Position von den Owen Sound Attack ausgewählt wurde. Vorerst lief der Verteidiger allerdings für die Owen Sound Greys in der unter der OHL angesiedelten Greater Ontario Junior Hockey League auf, bevor er sich schließlich zur Saison 2012/13 im Kader der Owen Sound Attack etablierte. Zudem unterzeichnete er bereits im September 2017, ohne zuvor in einem NHL Entry Draft berücksichtigt worden zu sein, einen Einstiegsvertrag bei den Los Angeles Kings aus der National Hockey League (NHL). Nach eineinhalb Jahren in Owen Sound gaben ihn die Attack im Januar 2014 innerhalb der OHL an die Erie Otters ab und erhielten im Gegenzug mehrere Draft-Wahlrechte. Auch bei den Otters trat der Kanadier vor allem als defensiv orientierter Verteidiger in Erscheinung, so beendete er die Saison 2013/14 mit einer Plus/Minus-Statistik von insgesamt +22 sowie als Spieler mit den meisten Strafminuten der gesamten Liga (165).
Nach der Spielzeit 2014/15 schied MacDermid altersbedingt aus der OHL und wechselte somit in die Organisation der Los Angeles Kings, die ihn vorerst bei ihrem Farmteam, den Ontario Reign, in der American Hockey League (AHL) einsetzten. Als Rookie kam er in seiner ersten Profisaison auf 16 Scorerpunkte sowie eine Plus/Minus-Wertung von +24, mit der er sein Team anführte. Nachdem er diese Leistungen in der folgenden Spielzeit bestätigt hatte, wurde sein Vertrag in Los Angeles im Juli 2017 um ein Jahr verlängert. Anschließend erspielte sich der Verteidiger im Rahmen der Vorbereitung auf die Saison 2017/18 einen Platz im Aufgebot der Kings und kam zwischen Oktober 2017 und dem Ende der Saison 2020/21 regelmäßig zu Einsätzen.
Schließlich wurde der Kanadier im Juli 2021 im NHL Expansion Draft 2021 von den Seattle Kraken ausgewählt, jedoch wenige Tage später im Tausch für ein Viertrunden-Wahlrecht im NHL Entry Draft 2023 zur Colorado Avalanche transferiert. In den Playoffs 2022 errang er mit dem Team den Stanley Cup. Obwohl er in den Playoffs nicht zum Einsatz kam, war er durch seine 58 Einsätze in der Hauptrunde automatisch für die Gravur auf der Trophäe qualifiziert. Nach etwa zweieinhalb Jahren in Colorado wurde er im März 2024 an die New Jersey Devils abgegeben, die im Gegenzug die Rechte an Sachar Bardakow sowie ein Siebtrunden-Wahlrecht im NHL Entry Draft 2024 erhielten.

## Erfolge und Auszeichnungen
- 2022 Stanley-Cup-Gewinn mit der Colorado Avalanche

## Karrierestatistik
Stand: Ende der Saison 2024/25
(Legende zur Spielerstatistik: Sp oder GP = absolvierte Spiele; T oder G = erzielte Tore; V oder A = erzielte Assists; Pkt oder Pts = erzielte Scorerpunkte; SM oder PIM = erhaltene Strafminuten; +/− = Plus/Minus-Bilanz; PP = erzielte Überzahltore; SH = erzielte Unterzahltore; GW = erzielte Siegtore; 1 Play-downs/Relegation; Kursiv: Statistik nicht vollständig)

## Familie
Sein Vater Paul MacDermid war ebenfalls Eishockeyspieler und absolvierte über 700 Spiele in der NHL. Ferner schaffte es auch sein Bruder Lane MacDermid in die NHL, beendete allerdings nach nur wenigen Jahren seine Karriere.